# 大地離島
大地離島（だいちばなりじま、おおじばなりじま、うふちぱなりじま）は、八重山諸島石垣島北端の平久保崎の北に位置する無人島で、全島が沖縄県石垣市に属する。大地離（だいちばなり、おおじばなり、うふちぱなり、うふしぱなり）、大瀬離（おおせぱなり）などとも呼ばれる。
平久保崎の北約400mに位置し、面積は約0.03km2（約3ha）、最高高度は24m。周囲を断崖に囲まれた小さな島である。
八重山列島の風俗などを記録した古文書『八重山島旧記』には大石離と記されている。
ベニアジサシ、エリグロアジサシ等の海鳥の繁殖地となっており、2007年8月1日の西表石垣国立公園の拡張にあたって第1種特別地域に指定されている。